# Spaghetti alla chitarra
La chitarra o spaghetti alla chitarra oppure maccheroni alla chitarra sono un primo, una varietà di pasta all'uovo tipica della cucina abruzzese e fa parte dei prodotti agro-alimentari tradizionali abruzzesi.
Per realizzare tali spaghetti si utilizza la chitarra, un attrezzo da cucina. Sono tipici delle aree centro-meridionali adriatiche, Abruzzo in particolare. Alcuni confondono gli spaghetti fatti con la chitarra con i troccoli, che sono invece fatti con un altro strumento tipico del foggiano e della Puglia, il troccolaturo, una sorta di mattarello con scanalature.
In Molise vengono chiamati maccheroni crioli (o cirioli), molto più simili agli spaghetti e con una sezione quadrata anziché rotonda. 
Tradizione tipica di questa pasta è quella teramana degli spaghetti alla chitarra con il sugo di pallottine (polpettine molto piccole, composte di carne mista e un pizzico di noce moscata, prima soffritte con odori e poi bollite in sugo di pomodoro). Tradizionalmente questo piatto antichissimo andava abbinato con altri piatti, come il timballo alla teramana (che ha in comune con gli spaghetti alla chitarra la lavorazione del sugo con le pallottine di carne). Il timballo era correlato alle scrippelle mbusse perché ogni strato del timballo era composto da scrippelle.
Nel Lazio vengono chiamati tonnarelli, tipici nella preparazione della pasta cacio e pepe.

## Descrizione
Si tratta di un tipo di pasta a sezione quadrata: la larghezza del taglio è di 2 mm e lo spessore è circa lo stesso.
L'attrezzo con cui sono preparati, chiamato chitarra, conferisce alla pasta la forma squadrata e una consistenza porosa che consente al sugo con cui verrà condita di aderire completamente.
Per la pasta si usa la semola di grano duro, uova e un pizzico di sale. Viene lavorata a lungo e dopo il riposo al fresco tirata a sfoglia con il matterello. Successivamente si pone la sfoglia sulla chitarra e ci si fa scorrere sopra il matterello, in modo che i fili della chitarra penetrino nella sfoglia tagliandola a striscioline. Gli abruzzesi finiscono il lavoro passando un dito sulla sfoglia tagliata alla base della chitarra, come dovessero suonare un arpeggio, per far scendere la pasta dalle corde.
Le sfoglie che si passano sulla chitarra in dialetto chietino si chiamano pettele.

## Galleria d'immagini

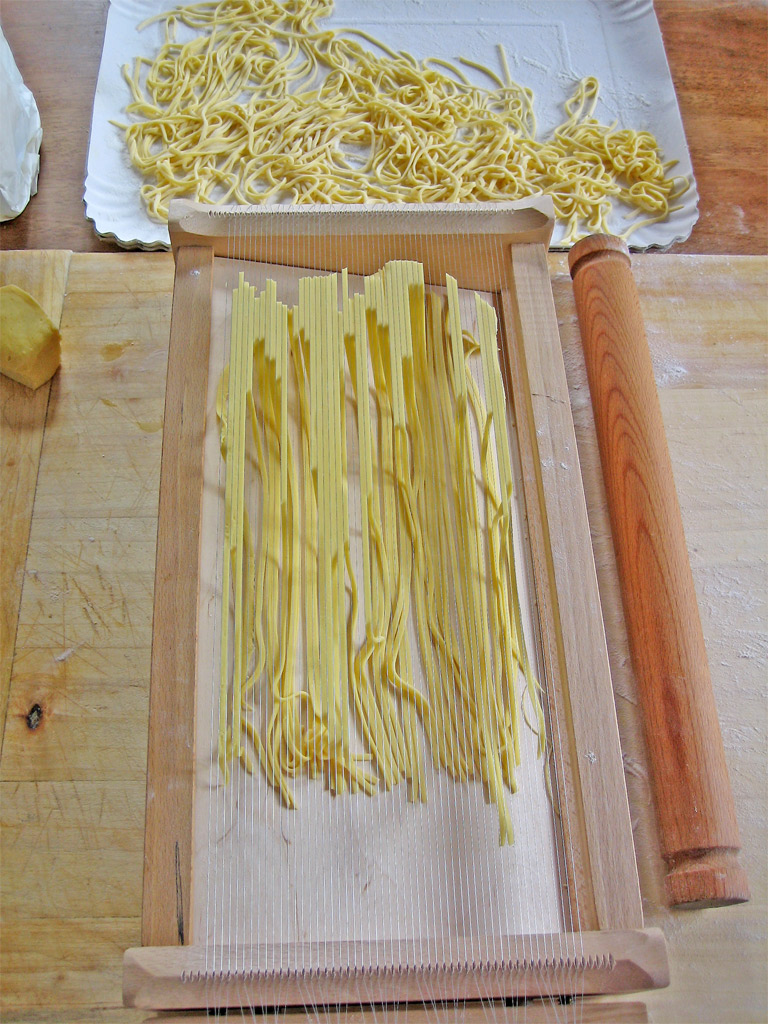
Spaghetti alla chitarra durante la lavorazione
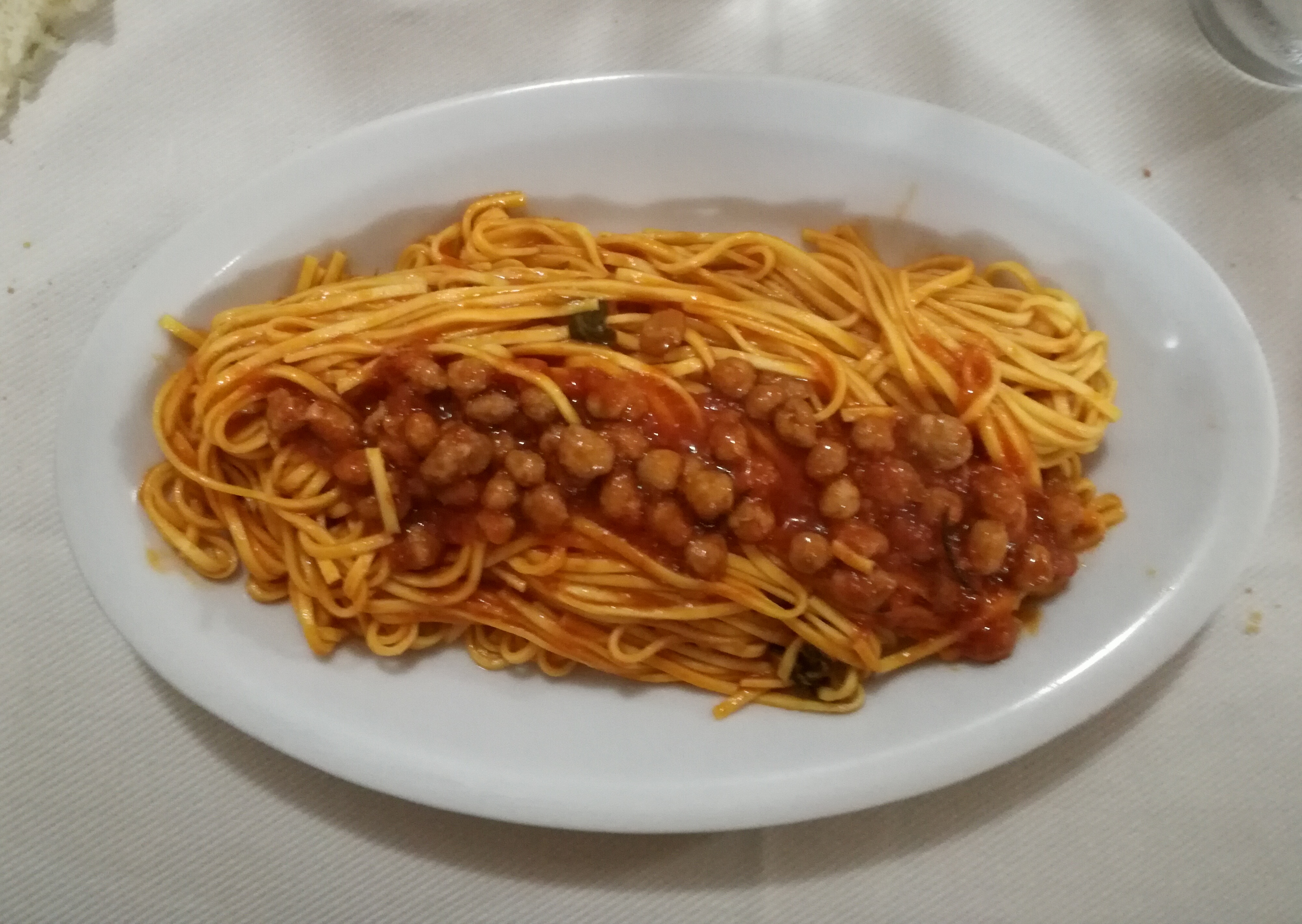
Spaghetti alla chitarra con pallottine (polpettine), tipici della cucina teramana
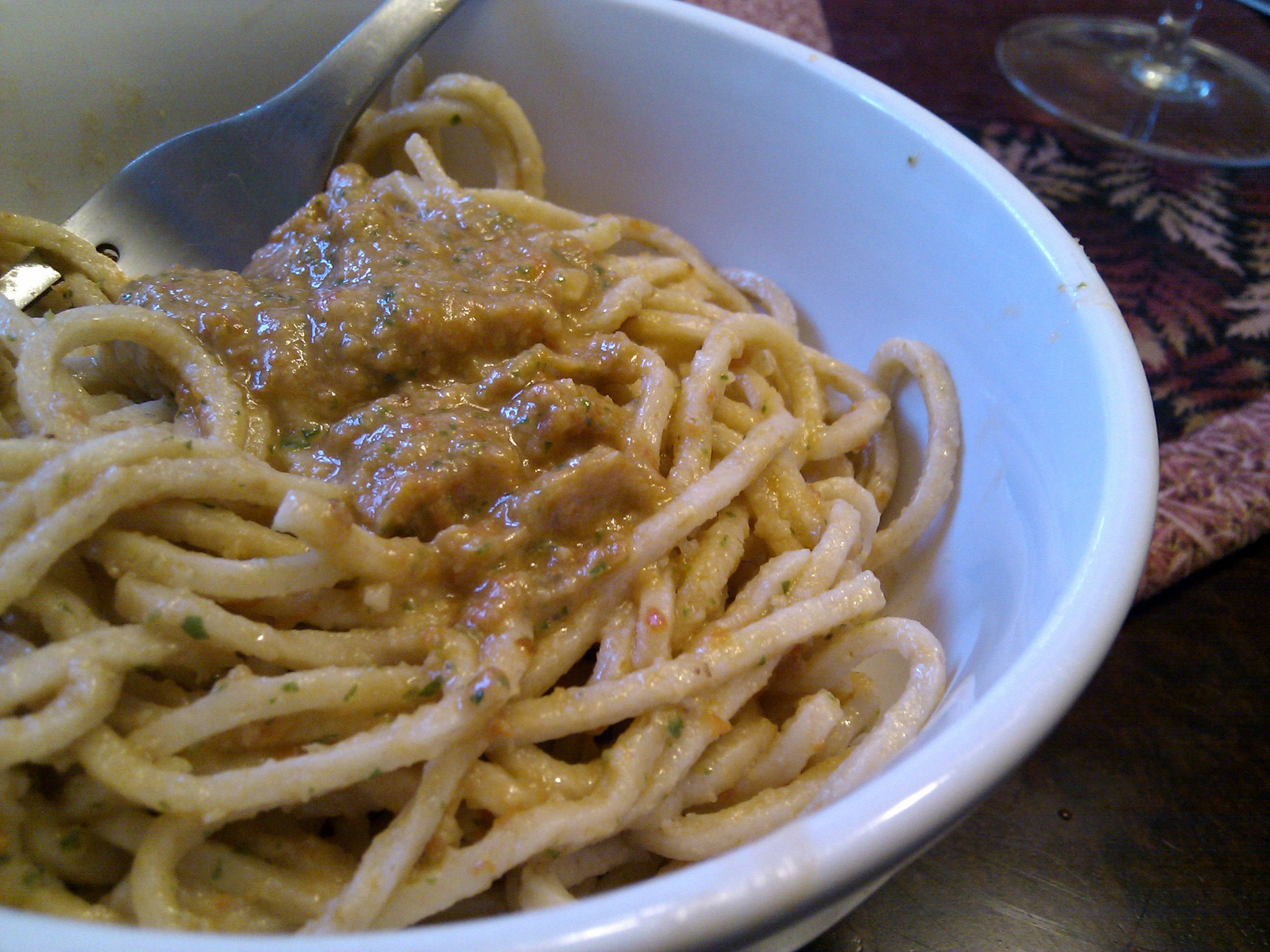
Spaghetti alla chitarra con pesto alla trapanese
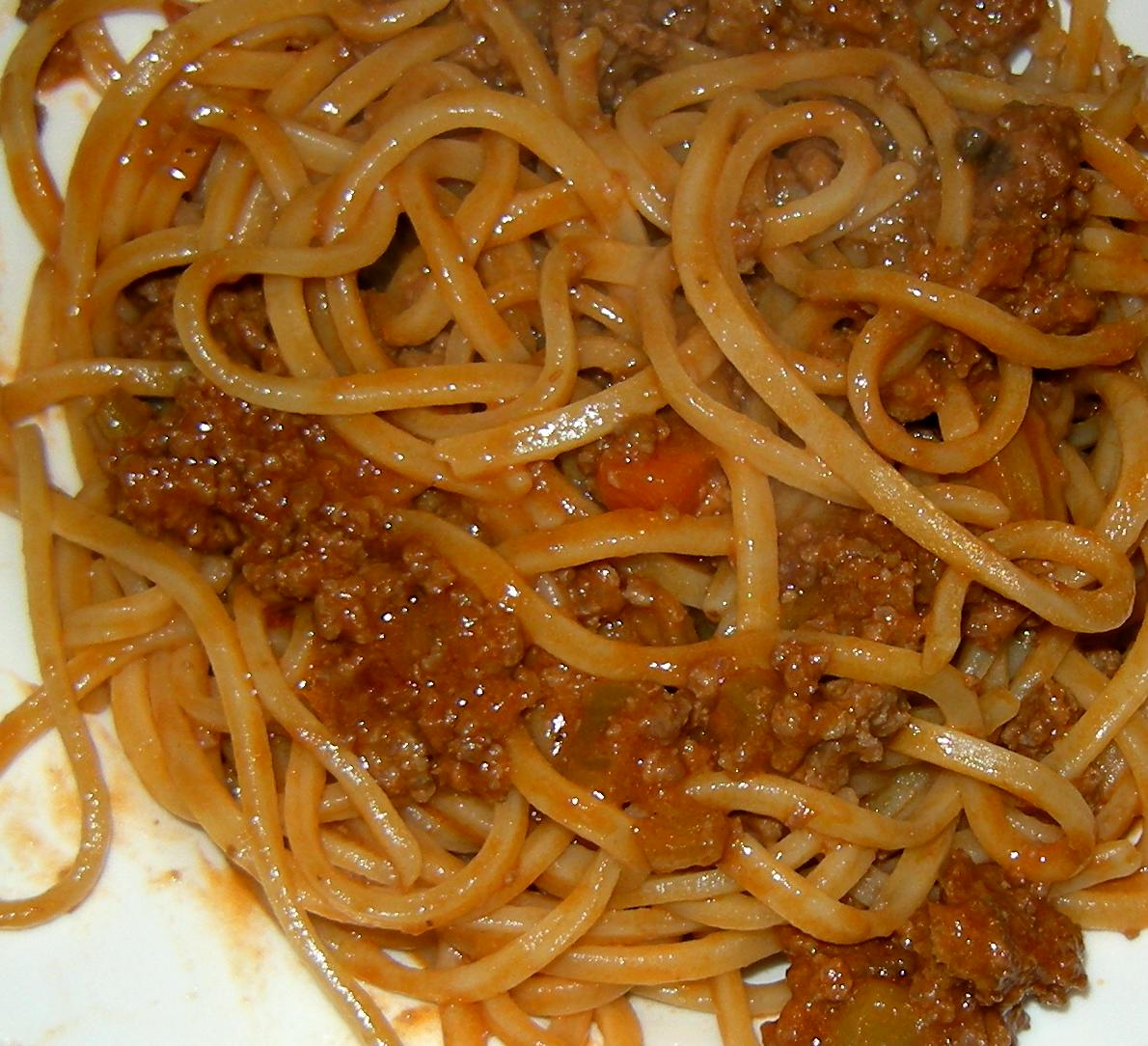
Spaghetti alla chitarra conditi con ragù